# Итобаал I
Итобаал I (Итто-баал, Этбаал; «близость Баала» или «Баал с ним»; финик. 𐤀𐤕𐤁𐤏𐤋, Ito-ba‘al или Eth-ba‘al, ивр. אֶתְבַּ֙עַל֙‎) — царь Тира и, возможно, Сидона в первой половине IX века до н. э., основавший новую династию.

## Биография

### Исторические источники
Итобаал I упоминается в цитатах из Менандра Эфесского, сохранившихся в трудах Иосифа Флавия «Против Апиона» и «Иудейские древности». В свою очередь, Менандр позаимствовал приводимые им свидетельства непосредственно из имевшихся в архивах Тира хроник. Также о Итобаале I и его дипломатических связях с правителями Северного Израильского и Иудейского царств сообщается в Библии.
Датировка правлений властителей Тира X—IX веков до н. э. основывается на упоминании в одной из надписей о получении в 841 году до н. э. правителем Ассирии Салманасаром III дани от тирского царя Баалезора II. Для уточнения датировок используется свидетельство Иосифа Флавия о том, что между восшествием на тирский престол царя Хирама I Великого и основанием Карфагена Дидоной прошло сто пятьдесят пять лет и восемь месяцев. На основании этих данных правление Итобаала I датируется первой половиной IX века до н. э., а в качестве более точных дат упоминаются различные периоды с 889 по 847 год до н. э. включительно.

### Получение власти над Тиром
В исторических источниках сообщается, что царь Тира Фелет был убит верховным жрецом богини Астарты Итобаалом. Убийца сам взошёл на царский престол, правил тридцать два года и умер, прожив шестьдесят восемь лет. Преемником Итобаала I был его сын Баалезор II. На основании ономастических исследований предполагается, что Итобаал I мог иметь родственные связи с династией тирских правителей, основанной Хирамом I Великим.
В «Иудейских древностях» сообщается о годичной засухе и вызванном ею голоде, поразившими Финикию при Итобаале I. Со ссылкой на Менандра Эфесского Иосиф Флавий утверждал, что засуха прекратилась только благодаря обрядам, совершённым тирским царём. Возможно, это может свидетельствовать о том, что и получив царскую власть Итобаал I продолжил оставаться верховным жрецом, совмещая светскую и религиозную власть над Тиром. Однако так как в других древних источниках после восшествия на престол Итобаал I в качестве духовного лидера Тира не упоминается, он мог и сложить с себя жреческий сан.
В Библии Итобаал I назван не царём Тира, а правителем Сидона (3Цар. 16:31: «Ефваал, царь Сидонский»). Вероятно, в то время Тирское и Сидонское царства были объединены под властью этого монарха. Однако в относящихся к 870-м годам до н. э. ассирийских источниках Сидон упоминается как независимое от правителя Тира владение. Возможно, к тому времени власть Итобаала I на эти города уже не распространялась. Однако позднее Тир и Сидон снова могли объединиться под властью Итобаала I и его ближайших преемников.

### Расширение владений
Итобаал I смог распространить свою власть и на отдалённые от Тира земли Финикии (включая Берит), а также на часть острова Кипр. Предполагается, что упомянутый Иосифом Флавием недостаток продовольствия мог стать причиной основания при Итобаале I наиболее ранних тирских колоний: Ботриса (современный Батрун) и Аузы в Северной Африке. В правление этого царя в Тире был построен новый порт, укрепивший торговые связи города с Кипром и Египтом.

### Отношения с Северным Израильским царством
В «Третья книге Царств» упоминается о дипломатических контактах Итобаала I с правителями Северного Израильского царства Омри и Ахавом. Археологические находки свидетельствуют, что при Ахаве финикийское влияние в его столице Самарии и других городах его царства было очень велико. Согласно Библии, по просьбе Ахава царь Итобаал I предоставил израильскому правителю материалы для обширного строительства, которое тот вёл в Самарии и Мегиддо.
В Библии также сообщается о браке дочери Итобаала I Иезавели с царём Ахавом (3Цар. 18 и 19). Возможно, именно этому браку посвящён 45-й псалом, упоминающий брак израильского царя и тирской принцессы. Предполагается, что исполнение Итобаалом I должности жреца Астарты до его восшествия на престол, объясняет столь рьяную приверженность Иезавели культу финикийских богов. Согласно Библии, влияние Иезавель на супруга привело к тому, что почитание бога Баала получило широкое распространение в Северном Израильском царстве. Это привело царицу к конфликту с пророком Илиёй (3Цар. 18—19:5). Вероятно, пример отца, убившего своего предшественника на престоле, повлиял на решение Иезавели несправедливым смертным приговором устранить Навуфея (3Цар. 21). К правлению Итобаала I относится и установление тесных контактов правителей Тира с властителями Иудейского царства.

### Отношения с Ассирией
Упомянутое в Библии укрепление тирско-израильского союза стало ответом Итабаала I и Ахава на всё возраставшую угрозу военного конфликта с Ассирией. Вероятно именно в связи с ассирийской экспансией в Ботрисе тирцами была построена крепость.
Хотя в ассирийских источниках Итобаал I не упоминается, однако в «Анналах Ашшурнацирапала II» сообщается о выплате дани некоторыми из финикийских владетелей (в том числе и неназванным по имени царём Тира). Первую такую дань этот правитель Ассирии получил от царей Тира, Сидона, Библа и Арвада в 877 или 876 году до н. э., когда находился с армией в лагере на берегу реки Оронт. В 867 или 866 году до н. э. Ашшурнацирапал II совершил новый поход в Левант и снова получил большу́ю дань с царей Тира, Сидона, Библа, Махаллата, Маица, Каица в Амурру и Арвада. Среди полученных товаров в анналах упоминаются различные металлы (золото, серебро, олово, медь), слоновая кость и обезьяны. Неизвестно, был ли царь Тира вовлечён в 853 году до н. э. в борьбу правителей Леванта, Палестины и Финикии с ассирийским царём Салманасаром III, и принимали ли тирцы участие в битве при Каркаре. Вероятно, что к Итобаалу I может относиться надпись на стеле, в которой посланцы неназванного по имени правителя Тира упоминаются среди пяти тысяч лиц, присутствовавших при торжественном открытии нового дворца ассирийского царя в Нимруде.

### Смерть
Хотя точная дата смерти Итобаала I неизвестна, он должен был скончаться не позднее 841 года до н. э., так как к тому времени относится свидетельство о выплате ассирийцам дани новым тирским царём Баалезором II.

## Комментарии
1. ↑  Б. А. Тураев в своём переводе фрагментов труда Менандра Эфесского использовал другие даты: двенадцать лет правления и сорок восемь лет жизни. Своё мнение он основывал на цитате из Феофила, а также на необходимости синхронизировать даты жизни Итобаала I с датами жизни его сына Баалезора II и дочери Иезавель[1].